# Paragomphus aureatus
Paragomphus aureatus – gatunek ważki z rodziny gadziogłówkowatych (Gomphidae).